# Elmer Jacob Burkett

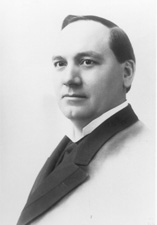
Elmer Jacob Burkett

Elmer Jacob Burkett (* 1. Dezember 1867 bei Glenwood, Mills County, Iowa; † 23. Mai 1935 in Lincoln, Nebraska) war ein US-amerikanischer Politiker, der den Bundesstaat Nebraska in beiden Kammern des US-Kongresses vertrat.

## Frühe Jahre
Elmer Jacob Burkett wurde auf einer Farm nahe Glenwood geboren. Er besuchte die öffentlichen Schulen und schloss 1890 das Tabor College in Iowa ab. In den Jahren 1890 bis 1892 war er der Direktor der öffentlichen Schulen in Leigh, Nebraska und ein Jahr danach beendete er erfolgreich ein Studium der Rechtswissenschaft an der University of Nebraska-Lincoln. Seine Frau Fannie Fern Wright, die ihm drei Töchter gebar, heiratete er am 1. September 1891 in Glenwood. Nach seiner Zulassung als Anwalt begann er in Lincoln seinen Beruf auszuüben. Ab 1895 war er für eine Zeitspanne von zehn Jahren Kurator des Tabor College.

## Politische Karriere
Ab 1896 trat Burkett auf staatlicher Ebene politisch in Erscheinung und wurde ins Repräsentantenhaus von Nebraska gewählt, wo er bis 1898 aktiv war. Als Republikaner wurde Burkett in das Repräsentantenhaus der Vereinigten Staaten gewählt, wo er Nebraska für drei Legislaturperioden (4. März 1899 bis 3. März 1905) vertrat. Eine erneute Amtszeit trat er nicht an, denn er begann schon 1905 als bis dahin jüngstes Mitglied des US-Senats Nebraska im Kongress zu vertreten. Während seiner Amtszeit als Senator, die bis zum 3. März 1911 dauerte, war Burkett Vorsitzender der Ausschüsse Committee on Indian Depredations (4. März 1905 bis 4. März 1907) und des Committee on Pacific Railroads (4. März 1905 bis 4. März 1911). Nachdem er im Jahr 1910 nicht mehr für das Amt des Senators nominiert und von Gilbert Monell Hitchcock abgelöst wurde, nahm er seine Arbeit als Anwalt in Lincoln wieder auf. 1912 war er nicht erfolgreich im Rennen um eine Kandidatur als US-Vizepräsident. Kurz zuvor hatte er eine Kandidatur als Gouverneur Nebraskas freiwillig abgelehnt.
Elmer Jacob Burkett starb am 23. Mai 1935 im Alter von 67 Jahren in Lincoln und wurde auf dem Wyuka-Friedhof beigesetzt.